# Jan-Eric Antonsson
Jan-Eric Antonsson (* 9. September 1961 in Karlskrona) ist ein ehemaliger schwedischer Badmintonspieler. 

## Karriere
Jan-Eric Antonsson nahm 1992 und 1996  an Olympia teil. 1992 startete er  mit Stellan Österberg im Herrendoppel und wurde dabei 17. in der Endabrechnung. 1996 war er mit Astrid Crabo im Mixed am Start und wurde 9. 1979 war er bereits Junioren-Europameister geworden.

## Sportliche Erfolge
| Veranstaltung | Saison                            | Disziplin    | Platz | Name                                                            |
| ------------- | --------------------------------- | ------------ | ----- | --------------------------------------------------------------- |
| 1974/1975     | Schweden: Einzelmeisterschaft U15 | Mixed        | 1     | Jan-Eric Antonsson / Anita Hill (BK Carlskrona)                 |
| 1975/1976     | Schweden: Einzelmeisterschaft U15 | Herreneinzel | 1     | Jan-Eric Antonsson (BK Carlskrona)                              |
| 1978/1979     | Schweden: Einzelmeisterschaft U19 | Herrendoppel | 1     | Jan-Eric Antonsson / Peter Isaksson (BKC / Spårvägen)           |
| 1979          | Junioren-Europameisterschaft      | Herrendoppel | 1     | Peter Isaksson / Jan-Eric Antonsson                             |
| 1979          | Junioren-Europameisterschaft      | Mixed        | 3     | Jan-Eric Antonsson / Ann-Sofi Bergman                           |
| 1979          | Nordische Juniorenmeisterschaften | Herrendoppel | 1     | Jan-Eric Antonsson / Peter Isaksson                             |
| 1979          | Nordische Juniorenmeisterschaften | Mixed        | 1     | Jan-Eric Antonsson / Ann-Sofi Bergman                           |
| 1979/1980     | Schweden: Einzelmeisterschaft U19 | Herrendoppel | 1     | Jan-Eric Antonsson / Peter Isaksson (BKC / Spårvägen)           |
| 1979/1980     | Schweden: Einzelmeisterschaft U19 | Herreneinzel | 1     | Jan-Eric Antonsson (BKC)                                        |
| 1980          | Nordische Juniorenmeisterschaften | Mixed        | 1     | Jan-Eric Antonsson / Christine Magnusson                        |
| 1984          | USSR International                | Herrendoppel | 1     | Pär-Gunnar Jönsson / Jan-Eric Antonsson                         |
| 1984/1985     | Schweden: Einzelmeisterschaft U22 | Herreneinzel | 1     | Jan-Eric Antonsson (BKC)                                        |
| 1984/1985     | Schweden: Einzelmeisterschaft U22 | Herrendoppel | 1     | Jan-Eric Antonsson / Ulf Persson (BKC / MBK)                    |
| 1985/1986     | Schweden: Einzelmeisterschaft     | Herrendoppel | 1     | Jan-Eric Antonsson / Pär-Gunnar Jönsson (BKC / Västra Frölunda) |
| 1986          | Europameisterschaft               | Herrendoppel | 3     | Jan-Eric Antonsson / Pär-Gunnar Jönsson                         |
| 1986          | Nordische Meisterschaften         | Mixed        | 1     | Jan-Eric Antonsson / Maria Bengtsson                            |
| 1987          | All England                       | Mixed        | 2     | Jan-Eric Antonsson / Christine Magnusson                        |
| 1987/1988     | Schweden: Einzelmeisterschaft     | Herrendoppel | 1     | Jan-Eric Antonsson / Pär-Gunnar Jönsson (BKC / Västra Frölunda) |
| 1988          | Europameisterschaft               | Mixed        | 3     | Jan-Eric Antonsson / Maria Bengtsson                            |
| 1988/1989     | Schweden: Einzelmeisterschaft     | Herrendoppel | 1     | Jan-Eric Antonsson / Pär-Gunnar Jönsson (BKC / Västra Frölunda) |
| 1989          | All England                       | Mixed        | 2     | Jan-Eric Antonsson / Maria Bengtsson                            |
| 1989/1990     | Schweden: Einzelmeisterschaft     | Mixed        | 1     | Jan-Eric Antonsson / Maria Bengtsson (BKC / BK Aura)            |
| 1990          | Swedish Open                      | Mixed        | 1     | Jan-Eric Antonsson / Maria Bengtsson                            |
| 1990          | Europameisterschaft               | Mixed        | 2     | Jan-Eric Antonsson / Maria Bengtsson                            |
| 1990          | Singapur Open                     | Mixed        | 1     | Jan-Eric Antonsson / Maria Bengtsson                            |
| 1991          | Norwegian International           | Mixed        | 1     | Jan-Eric Antonsson / Astrid Crabo                               |
| 1991          | Norwegian International           | Herrendoppel | 1     | Jan-Eric Antonsson / Stellan Osterberg                          |
| 1992          | Swiss Open                        | Herrendoppel | 1     | Jan-Eric Antonsson / Stellan Osterberg                          |
| 1992          | Scottish Open                     | Mixed        | 1     | Jan-Eric Antonsson / Astrid Crabo                               |
| 1992          | Swiss Open                        | Mixed        | 2     | Jan-Eric Antonsson / Astrid Crabo                               |
| 1993          | Dutch Open                        | Mixed        | 1     | Jan-Eric Antonsson / Astrid Crabo                               |
| 1993          | Finnish International             | Mixed        | 1     | Jan-Eric Antonsson / Astrid Crabo                               |
| 1993          | Swiss Open                        | Herrendoppel | 3     | Jens Olsson / Jan-Eric Antonsson                                |
| 1993          | Swiss Open                        | Mixed        | 2     | Jan-Eric Antonsson / Astrid Crabo                               |
| 1994          | Swiss Open                        | Herrendoppel | 3     | Jan-Eric Antonsson / Mikael Rosen                               |
| 1994          | Swiss Open                        | Mixed        | 3     | Jan-Eric Antonsson / Astrid Crabo                               |
| 1994          | Scottish Open                     | Mixed        | 1     | Jan-Eric Antonsson / Astrid Crabo                               |
| 1994          | Malaysia Open                     | Mixed        | 1     | Jan-Eric Antonsson / Astrid Crabo                               |
| 1995          | Weltmeisterschaft                 | Mixed        | 3     | Jan-Eric Antonsson / Astrid Crabo                               |
| 1995          | Swiss Open                        | Mixed        | 3     | Jan-Eric Antonsson / Astrid Crabo                               |
| 1996          | Swiss Open                        | Mixed        | 1     | Jan-Eric Antonsson / Astrid Crabo                               |
| 1996          | Dutch Open                        | Mixed        | 1     | Jan-Eric Antonsson / Astrid Crabo                               |
| 1996/1997     | Schweden: Einzelmeisterschaft O35 | Herreneinzel | 1     | Jan-Eric Antonsson (BK Carlskrona)                              |
| 1998/1999     | Schweden: Einzelmeisterschaft O35 | Herreneinzel | 1     | Jan-Eric Antonsson (BK Carlskrona)                              |
| 1998/1999     | Schweden: Einzelmeisterschaft O35 | Mixed        | 1     | Jan-Eric Antonsson / Anita Hill-Lennartsson (BK Carlskrona)     |
| 2002/2003     | Schweden: Einzelmeisterschaft O40 | Herrendoppel | 1     | Johan Lennartsson / Jan-Eric Antonsson (BK Carlskrona)          |